# Hochberg (ród)
Hochberg (pełny tytuł: Fürst von Pleß, Reichsgraf von Hochberg, Freiherr zu Fürstenstein) – ród przybyły na Śląsk z Miśni w końcu XIII w. W śląskich dokumentach jest notowany od 1290 r. Do XVII w. pisał się von Hoberg. W XV w. podzielił się na linie: szlachecką z Dobrocina koło Dzierżoniowa, wymarłą już baronowską z Buczynki koło Lubina, hrabiowską z Książa – Wałbrzycha i Roztoki koło Jawora. Z linii hrabiowskiej powstała linia książęca z Książa oraz Pszczyny (zobacz: książęta pszczyńscy).

## Historia
Syn Hansa Heinricha V (1741–1782), Hans Heinrich VI z Książa i Mieroszowa, 20 maja 1791 ożenił się z księżniczką Anną Emilią von Anhalt-Coethen-Pless (zm. 1 listopada 1830). Ich syn – książę Hans Heinrich X (ur. 2 grudnia 1806) otrzymał w spadku po Anhaltach księstwo pszczyńskie. Ożeniony z Otylią Filipiną von Stechow dał początek linii Hochbergów z Pszczyny (Hochberg von Pless). W 1850 r. król pruski nadał Hansowi Heinrichowi X dziedziczony w primogeniturze tytuł księcia von Pless, który został przekazany najstarszemu potomkowi – Hansowi Heinrichowi XI (ur. 1833), który panował od 1855 r. do  śmierci w 1907 r. W 50 rocznicę panowania (w 1905 r.) otrzymał osobisty tytuł herzoga, tak więc jego pełny tytuł brzmiał: Fürst und Herzog von Pless. Książę piastował także godność Wielkiego Łowczego Cesarstwa. Po Hansie Heinrichu XI panował Hans Heinrich XV (Jan Henryk XV) (ur. 1861, zm. 1938), za jego czasów na zamku pszczyńskim podczas I wojny światowej znajdowała się główna kwatera i siedziba sztabu wojsk niemieckich w latach 1914–1917. Po Hansie Heinrichu XV w latach 1938–1984 głową rodu był Hans Heinrich XVII (zm. 1984), a po nim przez niespełna miesiąc jego młodszy brat Alexander (zm. 1984).
Prawie wszyscy potomkowie Hochbergów nosili od XVII w. imiona Hans Heinrich, a więc numerowano ich w kolejności urodzenia, nie panowania.
Głową rodu jest obecnie Peter Hochberg von Pless (ur. 1956), kuzyn poprzedniego księcia pszczyńskiego Bolko VI von Hochberga (zm. 2022).

## Członkowie rodu
- Aleksander Hochberg
- Hans Heinrich XV
- Hans Heinrich XVII Hochberg
- Bolko VI von Hochberg

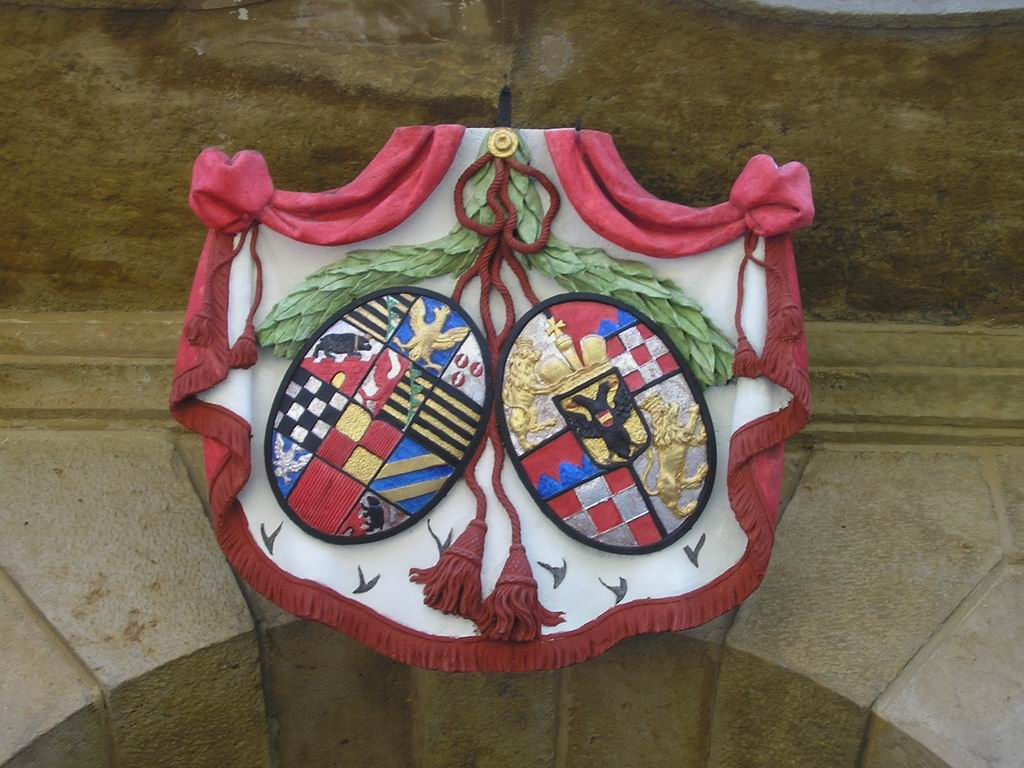
Herby Anhaltów i Hochbergów
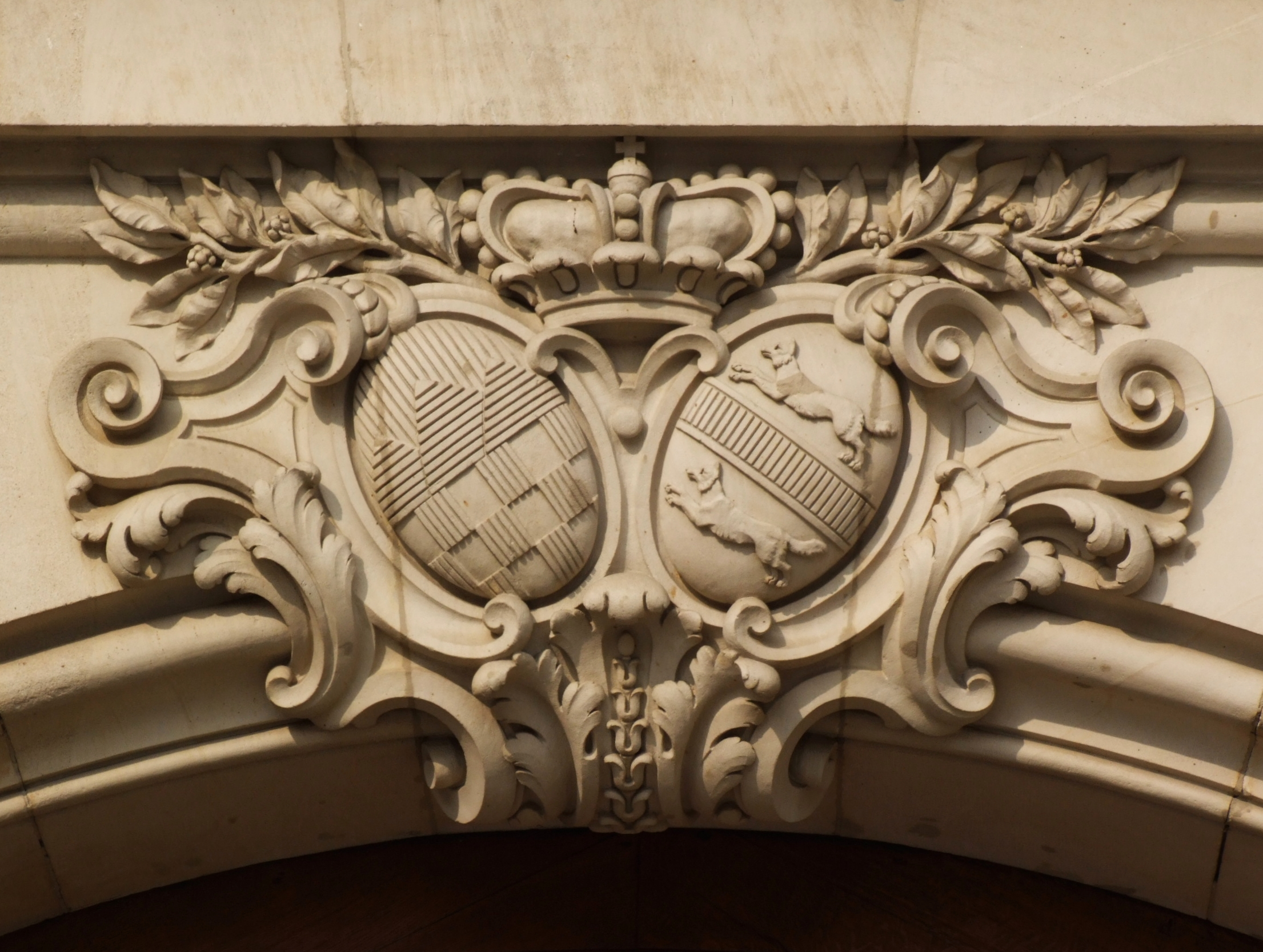
Herb Hochbergów na zamku w Pszczynie

## Drzewo odPiastówdo Promnitzów
Córką piastowskiego ks. Fryderyka III była księżniczka legnicka Helena a wnuczką Zofia von Kurzbach, żona Henryka Anzelma von Promnitz.
| Jan Kurzbach 1) zm. 18 V 1549 | Jan Kurzbach 1) zm. 18 V 1549 |                                              |                                              | Anna Zborowska2) | Anna Zborowska2) |  |  | Fryderyk III, ks. Legnicy i Brzegu ur. 22 II 1520 zm. 15 XII 1570 | Fryderyk III, ks. Legnicy i Brzegu ur. 22 II 1520 zm. 15 XII 1570 |                               |                               | ks. Katarzyna Meklemburska3) ur. 14 IV 1518 zm. 17 XI 1581 | ks. Katarzyna Meklemburska3) ur. 14 IV 1518 zm. 17 XI 1581 |
|                               |                               |                                              |                                              |                  |                  |  |  |                                                                   |                                                                   |                               |                               |                                                            |                                                            |
|                               |                               |                                              |                                              |                  |                  |  |  |                                                                   |                                                                   |                               |                               |                                                            |                                                            |
|                               |                               | Zygmunt II Kurzbach ur. 1547 zm. 31 XII 1579 | Zygmunt II Kurzbach ur. 1547 zm. 31 XII 1579 |                  |                  |  |  |                                                                   |                                                                   | Helena ur. 1546 zm. 6 IV 1583 | Helena ur. 1546 zm. 6 IV 1583 |                                                            |                                                            |
|                               |                               |                                              |                                              |                  |                  |  |  |                                                                   |                                                                   |                               |                               |                                                            |                                                            |
|                               |                               |                                              |                                              |                  |                  |  |  |                                                                   |                                                                   |                               |                               |                                                            |                                                            |
|                               |                               |                                              |                                              |                  |                  |  |  |                                                                   |                                                                   |                               |                               |                                                            |                                                            |

|                 |                 | Henryk Anzelm von Promnitz ur. 26 XI 1564 zm. 24 III 1622 OO 20 I 1590 | Henryk Anzelm von Promnitz ur. 26 XI 1564 zm. 24 III 1622 OO 20 I 1590 | Zofia ur. 1572 zm. po 1605                                           | Zofia ur. 1572 zm. po 1605                                           |                                                        |                                                        |                                           |                                           |                                           |                                           |  |  |  |  |
|                 |                 |                                                                        |                                                                        |                                                                      |                                                                      |                                                        |                                                        |                                           |                                           |                                           |                                           |  |  |  |  |
|                 |                 |                                                                        |                                                                        |                                                                      |                                                                      |                                                        |                                                        |                                           |                                           |                                           |                                           |  |  |  |  |
|                 |                 |                                                                        |                                                                        |                                                                      |                                                                      |                                                        |                                                        |                                           |                                           |                                           |                                           |  |  |  |  |
| Urszula Benigna | Urszula Benigna | Anna Zofia4) zm. 1624                                                  | Anna Zofia4) zm. 1624                                                  | hrabia Zygmunt Zygfryd von Promnitz5) ur. 17 VII 1595 zm. 30 VI 1654 | hrabia Zygmunt Zygfryd von Promnitz5) ur. 17 VII 1595 zm. 30 VI 1654 | Klara Euzebia zm. 22 X 1627                            | Klara Euzebia zm. 22 X 1627                            | Polyksena Elżbieta6) ur. 1599 zm. 1650    | Polyksena Elżbieta6) ur. 1599 zm. 1650    |                                           |                                           |  |  |  |  |
|                 |                 |                                                                        |                                                                        |                                                                      |                                                                      |                                                        |                                                        |                                           |                                           |                                           |                                           |  |  |  |  |
| Henryk Krystian | Henryk Krystian | Maksymilian zm. 1624                                                   | Maksymilian zm. 1624                                                   | Bibiana ur. 2 I 1605, zm. 12 II 1632                                 | Bibiana ur. 2 I 1605, zm. 12 II 1632                                 | Erdmann Leopold von Promnitz (1631–1664), syn Zygmunta | Erdmann Leopold von Promnitz (1631–1664), syn Zygmunta | Eleonore von Racknitz (1636–1679)         | Eleonore von Racknitz (1636–1679)         |                                           |                                           |  |  |  |  |
|                 |                 |                                                                        |                                                                        |                                                                      |                                                                      |                                                        |                                                        |                                           |                                           |                                           |                                           |  |  |  |  |
|                 |                 |                                                                        |                                                                        |                                                                      |                                                                      |                                                        |                                                        |                                           |                                           |                                           |                                           |  |  |  |  |
|                 |                 |                                                                        |                                                                        |                                                                      |                                                                      | Balthasar Erdmann von Promnitz (1656–1703)             | Balthasar Erdmann von Promnitz (1656–1703)             | Emilie Agnes von Reuß-Schleiz (1667–1729) | Emilie Agnes von Reuß-Schleiz (1667–1729) | Emilie Agnes von Reuß-Schleiz (1667–1729) | Emilie Agnes von Reuß-Schleiz (1667–1729) |  |  |  |  |
|                 |                 |                                                                        |                                                                        |                                                                      |                                                                      |                                                        |                                                        |                                           |                                           |                                           |                                           |  |  |  |  |
|                 |                 |                                                                        |                                                                        |                                                                      |                                                                      |                                                        |                                                        |                                           |                                           |                                           |                                           |  |  |  |  |
|                 |                 |                                                                        |                                                                        |                                                                      |                                                                      |                                                        |                                                        | Erdmann II Promnitz (1683–1745)           |                                           |                                           |                                           |  |  |  |  |

| 1. pan Milicza i Żmigrodu 2. siostra banity Samuela Zborowskiego 3. córka ks. meklemburskiego Henryka V 4. żona Adama Jana Męczyńskiego 5. Pan Pszczyny, Żar i Trzebiela 6. żona Hansa von Pücklera |

## Drzewo od Promnitzów do Hochbergów
Hr. Jan Erdmann (1719–1785), ostatni z rodu Promnitzów,  przekazał ziemię pszczyńską siostrzeńcowi Fryderykowi Erdmann Anhalt-Köthen ↓ (1731–1797). W 1846 r. ks. Henryk von Anhalt-Köthen (1778–1847), ostatni z rodu, oddał ziemię pszczyńską ks. Janowi Henrykowi X von Hochberg (1806–1855).
| Emanuel Lebrecht Anhalt-Köthen (1671–1704) | Emanuel Lebrecht Anhalt-Köthen (1671–1704) |                                             |                                             | Gisela Agnes von Rath (1669–1740) | Gisela Agnes von Rath (1669–1740) |  |  | Erdmann II Promnitz (1683–1745) | Erdmann II Promnitz (1683–1745) |                                      |                                      | Anna Maria von Sachsen-Weißenfels (1683–1731) | Anna Maria von Sachsen-Weißenfels (1683–1731) |
|                                            |                                            |                                             |                                             |                                   |                                   |  |  |                                 |                                 |                                      |                                      |                                               |                                               |
|                                            |                                            | August Ludwig von Anhalt-Köthen (1697–1755) | August Ludwig von Anhalt-Köthen (1697–1755) |                                   |                                   |  |  |                                 |                                 | Christine Johanna Emilie (1708–1732) | Christine Johanna Emilie (1708–1732) |                                               |                                               |
|                                            |                                            |                                             |                                             |                                   |                                   |  |  |                                 |                                 |                                      |                                      |                                               |                                               |
|                                            |                                            |                                             |                                             |                                   |                                   |  |  |                                 |                                 |                                      |                                      |                                               |                                               |
|                                            |                                            |                                             |                                             |                                   |                                   |  |  |                                 |                                 |                                      |                                      |                                               |                                               |

|  |  |  |  |  |  |                                                      |                                                      |                                  |                                  |                                            |                                            |                                                     |                                                     |
|  |  |  |  |  |  | Luise Ferdinande zu Stolberg-Wernigerode (1744–1784) | Luise Ferdinande zu Stolberg-Wernigerode (1744–1784) |                                  |                                  | Fryderyk Erdmann Anhalt-Köthen (1731–1797) | Fryderyk Erdmann Anhalt-Köthen (1731–1797) |                                                     |                                                     |
|  |  |  |  |  |  |                                                      |                                                      |                                  |                                  |                                            |                                            |                                                     |                                                     |
|  |  |  |  |  |  |                                                      |                                                      |                                  |                                  |                                            |                                            |                                                     |                                                     |
|  |  |  |  |  |  |                                                      |                                                      | Anna Emilie von Pleß (1770–1830) | Anna Emilie von Pleß (1770–1830) |                                            |                                            | Jan Henryk VI von Hochberg-Fürstenstein (1768–1833) | Jan Henryk VI von Hochberg-Fürstenstein (1768–1833) |
|  |  |  |  |  |  |                                                      |                                                      |                                  |                                  |                                            |                                            |                                                     |                                                     |
|  |  |  |  |  |  |                                                      |                                                      |                                  |                                  | Jan Henryk X von Hochberg (1806–1855)      |                                            |                                                     |                                                     |